# Aldo Nicolaj
Aldo Nicolaj (Fossano, 15 marzo 1920 – Orbetello, 5 luglio 2004) è stato un drammaturgo italiano.

## Biografia
Commediografo particolarmente versatile e fecondo, esordì con opere di impegno sociale osteggiate dalla censura dell'epoca.
Per "Il Soldato Piccicò", ad esempio, dovette togliere ogni riferimento all'esercito italiano, divise comprese per evitare l'accusa di Vilipendio alle Forze Armate.
Una vita movimentata, dalla deportazione in Germania durante la guerra (Buchenwald, Przemysl e poi Hammerstein) al soggiorno in Sudamerica come addetto culturale all'Ambasciata del Guatemala, al trasferimento a Roma.Filo conduttore di questi anni e dei successivi è la produzione incessante di testi teatrali, commedie e atti unici.
Nelle sue commedie, molto rappresentate all'estero (in Russia, per esempio, Classe di ferro e Farfalla... farfalla sono considerate quasi dei classici e vengono continuamente rappresentate), seppe sperimentare diversi stili, passando con disinvoltura dal simbolismo al neorealismo, dal surrealismo al teatro dell'assurdo.
Ha conosciuto l'attrice Paola Borboni, che gli ha ispirato diversi testi, soprattutto monologhi, genere in cui è stato molto prolifico. Emilia, in pace e in guerra, ad esempio, è stato scritto apposta per lei e su sua pressante richiesta.
Le commedie di Nicolaj sono caratterizzate da una critica ironica del modo di vivere contemporaneo, attraverso la descrizione della classe borghese e piccolo-borghese colta nella sua vita quotidiana.
È stato anche apprezzato traduttore di opere teatrali straniere, soprattutto dal francese (Anouilh, Claudel, Duras).
Curatore di una riduzione teatrale di Senilità di Italo Svevo e de Le confessioni d'un italiano di Ippolito Nievo, ha lavorato anche per la televisione collaborando nel 1967 con il regista Anton Giulio Majano e il poeta Attilio Bertolucci alla stesura della sceneggiatura dello sceneggiato televisivo La fiera della vanità, e curando nel 1969 la produzione per la Rai dello sceneggiato I fratelli Karamazov, diretto da Sandro Bolchi.
Con Oreste Del Buono e con il regista Franco Enriquez ha invece curato la sceneggiatura dello sceneggiato Resurrezione tratto dall'omonimo romanzo di Lev Tolstoj.
Il 3 ottobre 1977 Aldo Nicolaj, insieme a personaggi del mondo del teatro e della cultura (Ruggero Jacobbi, Alessandro Brissoni, Giorgio Prosperi, Mario Moretti, Fabrizio Rafanelli, Ugo Giannangeli, Silvio Manini, Alessandro Nisivoccia) fonda l'Unione Italiana Libero Teatro (UILT)
Nel 2006 gli viene intitolata una sala del Teatro Due di Roma. Anche il teatro del comune di Calamonaci è intitolato a lui.
Nel 2008 i suoi figli donano tutte le sue opere, edite ed inedite, alla Biblioteca Teatrale SIAE "Burcardo".
È stato Socio Siae, commissario DOR, presidente SIAD e delegato italiano dell'ITI (International Theatre Institute).
Dal 4 ottobre 2020, una piazza del Borgo Vecchio, a Fossano (paese natale di Aldo Nicolaj), porta il suo nome.

## Premi
- 1949 - Premio Sipario per Altezze psichiche
- 1954 - Premio IDI per La mula
- 1955 - Premio Pescara per Il soldato Piccicò (secondo posto)
- 1957 - Premio Riccione per Formiche
- 1997 - Premio SIAE come autore più rappresentato all'estero

## Teatro

### Commedie, atti unici (prime rappresentazioni ed edizioni)
- 1947 - Il figliol prodigo
- 1949 - Altezze psichiche, premio Sipario
- 1954 - Teresina, Roma, Teatro Pirandello, compagnia diretta da Lamberto Picasso, 5 maggio. Pubblicato ne: Il Dramma, a. 30, n. 213, Torino, 15 settembre 1954, p. 5-23
- 1955 - Ciao albero, Roma, Teatro Pirandello, Compagnia Stabile, febbraio
- 1956 - Avventura di cronaca, Roma, Teatro Pirandello, Compagnia diretta da Luigi Almirante con Ennio Balbo, Dora Calindri, Anna Lelio, 28 gennaio
- 1956 - Ricci di mare, Roma, Teatro Eliseo, con Ernesto Calindri, Lina Volonghi, Giuliana Lazzarini e Alberto Lionello, 5 novembre. Pubblicato in: Aldo Nicolaj, Teatro inedito o quasi, [s.l.], Studio 12 'Terza saletta', c2003, p. 7-73
- 1957 - Formiche, pubblicato in ne Il Dramma, a.33, n. 253, Torino, ottobre 1957, p. 5-22. Rappr.: Milano, Teatro del Convegno, 24 maggio 1961
- 1958 - La stagione delle albicocche, regia di Lucio Chiavarelli, Milano, Teatro Manzoni, Compagnia Teatrale Italiana, 14 aprile 1959. Pubblicato in Ridotto, a. 8, n. 2, Roma, febbraio 1958, p. 20-40
- 1958 - Emilia, in pace e in guerra. Pubblicato in: Ridotto, a. XIV, n. 10, Roma-Venezia, ottobre 1964, p. 15-39
- 1958 - Sale e tabacchi. Pubblicato in: Ridotto, a. XIV, n. 10, Roma-Venezia, ottobre 1964, p. 17-18
- 1958 - La barba del mais, Milano, Teatro Olimpia, Compagnia Buazzelli, Volonghi, Lionello, Nuti, Lazzarini, Morlacchi, 24 novembre. Pubblicato in: Aldo Nicolaj, Teatro inedito o quasi, [s.l.], Studio 12 'Terza saletta', c2003, p. 75-117
- 1959 - Il soldato Piccicò, Pubblicato ne Il Dramma, a. 35, n. 273, Torino, giugno 1959, p. 25-48. Rappr.: Napoli, Teatro Mercadante, Compagnia Stabile con Gianmaria Volontè, Lola Braccini, Anna Marescalchi, Antonio Pierfederici, Federico Collino, regia di Sandro Sequi, 20 gennaio 1960
- 1960 - La mula (gli asini magri), pubblicato in: Filmcritica, Roma, febbraio 1960, p. 122-160. Rappr.: Trieste, Piccolo di Trieste con Marisa Fabbri ed Anna Miserocchi, regia di Sandro Bolchi, 14 aprile 1961
- 1963 - Il mondo d'acqua, Prima rappresentazione, Vienna, Volkstheater, 28 maggio
- 1963 - La cipolla, Vienna, „Kleines Haus“ in der Josefstadt, con Hans Holt, 23 novembre
- 1964 - Il pendolo, Vienna, „Kleines Haus“ in der Josefstadt, 1º aprile
- 1965 - Armonia in nero, Vienna, „Kleines Haus“ in der Josefstadt, 3 aprile
- 1965 - Lui e lei, Milano, con Renzo Ricci-Eva Magni, regia di Maner Lualdi
- 1967 - Farfalla... farfalla, Milano, Teatro S.Erasmo, con Paola Borboni, Virginio Gazzolo, Giuliana Rivera, regia di Maner Lualdi, 10 gennaio
- 1967 - Nero come un canarino, Amsterdam, Teatro Reale, 8 marzo
- 1967 - Una famiglia molto unita, Milano, Teatro S.Erasmo, 10 novembre
- 1969 - Ex, Bucarest, Teatro Nottara
- 1970 - Il cordone ombelicale
- 1973 - Non era la quinta era la nona, Heidelberg, Zimmertheater, 2 luglio
- 1974 - Classe di ferro, Budapest, Pesti Színház, 20 ottobre
- 1977 - La prova generale, Praga
- 1978 - La signora e il funzionario, Parigi, Thèatre des Mathurins, 20 marzo
- 1979 - L'onda verde, Roma , Teatro Ripagrande, 21 novembre
- 1980 - Due gatte randagie, Atene, Teatro all'aperto
- 1980 - L'agave, Teatro de Satu Mare, 15 aprile
- 1982 - Poco più poco meno, Bucarest, Teatro Micron, 23 novembre
- 1984 - La prova generale, Cecoslovacchia
- 1986 - Classe di ferro, Teatro Due di Roma, Compagnia Santuccio Ingrassia Lucchesi
- 1989 - Amleto in salsa piccante, Roma, Teatro Vittoria, Compagnia Attori e Tecnici, 12 ottobre. Pubblicato in: Aldo Nicolaj, Teatro, Roma, Editori & Associati, c1993, v. 2, p. 919-964
- 1996 - Mai stata sul cammello?, Berlino
- Gli Atacuco. In: Aldo Nicolaj, Teatro, Editori & Associati, c1993, v. 2, p. 711-764
- L'altro, liberamente ispirato al romanzo di Carmelo Samonà Fratelli, in: Ridotto, Roma, giugno 1990, n. 5, p. 24-28
- Il belvedere. In: Aldo Nicolaj, Lui & lei, tre uomini e tre donne della vita impossibile, in qualunque luogo in qualsiasi giorno: atti unici, Torino, [s.n.], 1964, p. 52-57
- La borsa e la vita. In: Aldo Nicolaj, Teatro inedito o quasi, [s.l.], Studio 12 'Terza saletta', c2003, p. 217-253
- Carini ma un po' nevrotici
- Il cielo sopra gli ulivi
- Colpo di stato in periferia
- Come salvare la foca monaca (Barbecue)
- Cosa si sono perso!
- Donne o quasi
- … e liberaci dal male!
- Esperimento collettivo per uno spettacolo ispirato a Cesare Borgia detto il Valentino
- L'estate indiana
- Frate di sera, bel colpo si spera
- Granita di limone
- Imene, Imeneo… (Viva gli sposi)
- In buone mani
- In culo alla luna
- Interno con cadavere
- Mi chiamano Mimì
- Le modiste del 43
- Il naso (serata a soggetto)
- Ora di chiudere
- Ora di sosta
- Ordine e matrimonio
- Passaggio a livello
- Il passo della pantera (Di che sesso sei?)
- Per un po' di tenerezza
- Il piano regolatore
- La protesta delle anime
- Prova d'amore
- Requiem per Radames
- Rotaie
- Scomparsa di un cherubino
- Il segno della bilancia
- La stanza per l'hobby
- Stato di quiete
- Una stella di mare
- Il volo del falchetto

### Commedie in dialetto
- Desvijte, monssù Bônett, ch'a l'è ora! (con Armando Rossi)
- Giovenale Pautasso e el clan di Bônett
- Ji temp a son cambià, monssù Bônett

### Monologhi
- Acqua e sapone
- L'alveare
- Angelo di Dio, che sei il mio custode
- Angelo pettegolo
- L'autografo
- Una battaglia perduta
- Battaglia sulla laguna
- La buona madre
- La burla
- Il cadavere
- La clausola
- Il commendatore
- Corto circuito
- Coscienza sociale
- Delitto perfetto (Legittima difesa)
- La donna intuitiva
- La donna realizzata
- La tentazione poetica
- L'ecologia
- Falso movimento
- La gioia di vivere (Tutto guadagno netto)
- In fondo è anche andata bene
- L'incidente
- Mater certa, pater…
- Maternità
- N.N. l'uomo
- Nel segno della bilancia
- Nozze coi sassi
- La nuova peste
- Otto secondi
- Parità sessuale
- La pianta di limone
- Una povera mamma
- Il prodotto e il capitale
- Un ragazzo inquietante
- Scritto apposta per me
- Scuola democratica
- Solidarietà
- Soltanto coi fiori
- La svista
- Il telegramma
- Il tempo alla rovescia
- La tentazione poetica
- Trota alle mandorle
- L'ultima musa
- L'uomo del sud
- La vedova compiacente
- Una vita sciupata
- Viva la regina
- Voglia d'angelo
- Zie e piccioni